# Новиков, Николай Семёнович
Николай Семёнович Новиков — советский хозяйственный деятель, Герой Социалистического Труда.

## Биография
Родился в 1922 году в селе Новиково. Член КПСС.
Участник Великой Отечественной войны.
В 1947—1955 — колхозник колхоза «Красный пахарь» Рассказовского района Тамбовской области.
В 1955—1979 — слесарь, аппаратчик Тамбовского химического комбината Министерства химической промышленности СССР.
Указом Президиума Верховного Совета СССР от 20 апреля 1971 года присвоено звание Героя Социалистического Труда с вручением ордена Ленина и золотой медали «Серп и Молот».
Делегат XXV съезда КПСС.
Умер в 2000 году в Тамбове.

## Награды и звания
- Герой Социалистического Труда (20.04.1971)
- Орден Ленина (20.04.1971)
- Орден Отечественной войны II степени (11.03.1985)
- Орден Трудового Красного Знамени (15.02.1974)